# Flusswelt
Die Flusswelt ist ein fiktiver Planet, auf dem eine Romanserie des US-amerikanischen Autors Philip José Farmer spielt.

## Die Bücher

### Hauptreihe
- 1971: To Your Scattered Bodies Go
  - dt. Die Flusswelt der Zeit, Heyne 1979 – ISBN 3453305523
- 1971: The Fabulous Riverboat
  - dt. Auf dem Zeitstrom, Heyne 1979 – ISBN 3453305671
- 1977: The Dark Design
  - dt. Das dunkle Muster, Heyne 1980 – ISBN 3453306139
- 1980: The Magic Labyrinth
  - dt. Das magische Labyrinth, Heyne 1981 – ISBN 3453307399
- 1983: The Gods of Riverworld
  - dt. Die Götter der Flusswelt, Heyne 1986 – ISBN 3453312376

Es existiert eine ab 2008 erschienene deutsche Neuauflage der obigen fünf Bücher bei Piper.

### Urfassung
- 1983 – River of Eternity, Del Rey 1998 – ISBN 0345419677 (verschollene Urfassung des ersten Bandes To Your Scattered Bodies Go von ca. 1955, wiederentdeckt 1983)

### Riverworld and Other Tales
1979 erschien eine Kurzgeschichtensammlung von Farmer unter dem Titel Riverworld and Other Tales, die teilweise Kurzgeschichten bzw. Novellen enthielt, die auf der Flusswelt spielen, die auf Deutsch nur zum Teil und zerstreut erschienen sind, allerdings primär in zwei Bänden (1976 und 1977) der im Heyne Verlag erschienenen deutschen Version des The Magazine of Fantasy and Science Fiction und dem 1984 bei Droemer Knaur erschienen Philip-Jose-Farmer-Sammelband Schockvisionen.
| Originaltitel                                           | Deutscher Titel |
| ------------------------------------------------------- | --- |
| Riverworld                                              | - Flußwelt, im Philip-Jose-Farmer-Sammelband Schockvisionen, Knaur Science Fiction & Fantasy 1984 - auch als: Auf dem Fluss, in: Die Flusswelt der Zeit bei Piper 2008 |
| Stories That Will Not Appear in This Volume             | nicht erschienen |
| J. C. on the Dude Ranch                                 | nicht erschienen |
| The Volcano                                             | Der Vulkan (unter dem Pseudonym Paul Chapin), in: Tod eines Samurai (= The Magazine of Fantasy and Science Fiction Nr. 46), Heyne 1977 |
| The Henry Miller Dawn Patrol                            | Henry Miller auf Patrouillenflug, im Sammelband Schockvisionen |
| The Problem of the Sore Bridge — Among Others           | - Der Fall mit den Juwelen, in: Ein Affe namens Shakespeare (= The Magazine of Fantasy and Science Fiction Nr. 45), Heyne 1976 - auch als: Das Problem der verdrossenen Brücke – unter anderem, in: Mit Sherlock Holmes durch Raum und Zeit (1) bei Ullstein Science Fiction & Fantasy 1987 |
| Brass and Gold (or Horse and Zeppelin in Beverly Hills) | Blech und Gold, im Sammelband Schockvisionen |
| The Jungle Rot Kid on the Nod                           | - Der Dschungelrotzkopf auf Achse, in: Neue Welten (= Sphinx Nr. 4), Droemer Knaur 1983 - auch als: Dschungel-Stuß-Kid im Tran, im Sammelband Schockvisionen |
| The Voice of the Sonar in My Vermiform Appendix         | nicht erschienen |
| Monolog                                                 | nicht erschienen |
| The Leaser of Two Evils                                 | nicht erschienen |
| The Phantom of the Sewers                               | nicht erschienen |

### Kollaborationen mit anderen Autoren
In den 90ern folgten noch zwei brandneue Kurzgeschichtensammlungen, die teilweise in der Flusswelt spielen, von denen aber nur wenige von Farmer selbst geschrieben wurden, während die meisten von anderen Autoren stammen. Die einzelnen Kurzgeschichten wurden bisher (2017) teilweise ins Französische und Italienische, nicht jedoch ins Deutsche übersetzt.
- 1992 – Tales of Riverworld, Warner Books 1993 – ISBN 0446778176 (8 Kurzgeschichten, nur zwei davon von Farmer)
- 1993 – Quest to Riverworld, Warner Books 1993 – ISBN 0446362700 (14 Kurzgeschichten, nur zwei davon von Farmer)

## Inhalt
Auf diesem Planeten wurde von zuerst Unbekannten ein gewaltiger, zehntausende Kilometer langer Fluss angelegt, der sich von Pol zu Pol schlängelt. Am Ufer dieses Flusses werden eines Tages alle Menschen wiedererweckt, die seit der Steinzeit auf der Erde gelebt haben. Wer hier stirbt, wird alsbald an einem anderen Ort der Flusswelt wiedererweckt. Auf der Flusswelt gibt es, mit Ausnahme von Würmern und einigen Fischen, keine Tiere. Die Bewohner brauchen sich nicht mehr um ihr täglich Brot zu bemühen, es wird ihnen in einem persönlichen Materieumwandler, genannt „Gral“, serviert, der von einer pilzförmigen Maschine mit Energie versorgt wird.
Eine kleine Gruppe unter der Leitung des Forschers Richard Francis Burton (der vorzeitig „erweckt“ wurde und damit um das Geheimnis der Künstlichkeit dieser Welt weiß) bricht zum Nordpol des Planeten auf, um in einem dort sich befindenden Hauptquartier die Erbauer des Planeten aufzuspüren. Auf ihrer Reise treffen sie viele historische Persönlichkeiten, wie Cyrano de Bergerac, Samuel Clemens (Mark Twain), Jack London, Tom Mix, Hermann Göring, König Johann Ohneland (Bruder von Richard Löwenherz) und auch Alice Liddell (Alice aus dem Wunderland). Die Figur des Peter Jairus Frigate weist autobiographische Züge des Autors auf (u. a. dasselbe Geburtsjahr) und teilt sich überdies die Initialen mit ihm.

## Der Hintergrund
Laut Buch wollen die Erbauer des Planeten mit diesem Experiment herausfinden, wie sich die Menschen unter solchen Bedingungen entwickeln, und ihnen ermöglichen, „voranzuschreiten“, das heißt, zu einer höheren Bewusstseinsebene zu gelangen, in der sie nicht mehr wiedergeboren werden. Da unterschiedliche Völker aus unterschiedlichen Kulturen und Zeitepochen gleichzeitig auf dem Planeten leben, kann diese Entwicklung Tausende von Jahren dauern. Damit sich die Bevölkerungszahl in dieser Zeit nicht noch weiter erhöht, sind alle Bewohner unfruchtbar.
Die Menschen wurden von den Erbauern entlang des Flusses grob nach Todesort und -zeit in Gruppen zusammengefasst, wobei die Menschen des zwanzigsten Jahrhunderts als Ausnahme über den gesamten Flusslauf verteilt wurden. Dadurch werden alle Menschen schnell auf einen durchschnittlichen Wissensstand des zwanzigsten Jahrhunderts gebracht. Gleichzeitig entwickelt sich die Sprache Esperanto zur Hauptsprache entlang des Stromes. Im Verlauf der Geschichte gibt es, nach einer Periode der Anarchie, Gewaltherrschaften, Diktaturen, so genannte „Gralssklaven“, die den Inhalt ihrer täglich gefüllten Essensgeräte zwangsweise abgeben müssen, und am Ende auch Demokratien auf dem Planeten.
Komplikationen gibt es, als ein abtrünniger Erbauer Burton und anderen offenbart, dass das Experiment vorzeitig beendet werden soll.

## Verfilmungen
Im Jahr 2003 wurde in Kanada eine Fernsehadaption für den Sci-Fi Channel (heute Syfy) mit Elementen der ersten beiden Bücher unter dem Titel Riverworld (Riverworld – Welt ohne Ende) hergestellt, die den Handlungsablauf jedoch stark entstellte. Unter anderem kommen Pferde vor – laut Buch gibt es jedoch außer Fischen keine Tiere. Es wird ein Mond gezeigt, die Flusswelt hat jedoch keinen. Auch wurde mit Sir Richard Francis Burton ein zentraler Charakter gegen einen amerikanischen Astronauten ausgetauscht. Der Film sollte auf eine Serie hinauslaufen, die jedoch nicht realisiert wurde. Die deutschsprachige Fassung des Films wurde erstmals bei ProSieben ausgestrahlt.
2009 wurde eine Miniserie in Auftrag gegeben, die bei Erfolg zu einer vollständigen Serie hätte verlängert werden können. In dieser Version ist die Hauptfigur ein Kriegsreporter namens Matt Ellman (Tahmoh Penikett), welcher zusammen mit seiner Verlobten Jessie (Laura Vandervoort) bei einem Selbstmord-Bombenanschlag ums Leben kommt und am Ufer des geheimnisvollen Flusses wieder erwacht, getrennt von seiner Jessie. Er trifft dabei auf Mark Twain (Mark Deklin) und die Samurai-Kämpferin Tomoe Gozen (Jeananne Goossen) und gemeinsam machen sich die drei auf die Suche nach Jessie. Unterwegs stoßen sie dann auf den „Caretaker“ (Alan Cumming) und kommen dem Geheimnis der Flusswelt auf die Spur.
Die neue vierstündige Miniserie wurde ab Anfang April 2009 in Kanada gedreht und wurde im April 2010 beim SciFi-Channel erstausgestrahlt. Ende April 2014 lief sie unterteilt in zwei Filmlängen auf Tele 5.